# Berstequell
Berstequell war eine von 1997 bis 2001 existierende kurzlebige Gemeinde im damaligen Amt Heideblick (heute Gemeinde Heideblick, Landkreis Dahme-Spreewald, Brandenburg). Sie entstand 1997 durch den Zusammenschluss der bisher selbständigen Gemeinden Bornsdorf und Weißack.

## Gemeindegliederung
Die Gemeinde Berstequell gliederte sich in die Ortsteile Bornsdorf, Grünswalde, Papiermühle, Pechhütte, Trebbinchen und Weißack. Des Weiteren gehörten die Wohnplätze Drauschemühle, Kleine Mühle und Obermühle der Gemeinde an.

## Geschichte
Im Zuge der Ämterbildung 1992 im Land Brandenburg bildete die Gemeinde Bornsdorf zusammen mit neun weiteren Gemeinden das Amt Heideblick. Die Gemeinde Weißack wurde diesem Amt durch Bestimmung des brandenburgischen Innenministeriums zugeordnet. Am 31. Dezember 1997 schlossen sich die Gemeinden Bornsdorf und Weißack zur neuen Gemeinde Berstequell zusammen. Zum Zeitpunkt der Bildung der Gemeinde hatte Berstequell 540 Einwohner. Am 31. Dezember 2001 schlossen sich die Gemeinden Beesdau, Berstequell, Falkenberg, Goßmar, Heideblick und Pitschen-Pickel zur neuen Gemeinde Heideblick zusammen. An diesem Tag hatte Berstequell 586 Einwohner. Bürgermeisterin für die kurze Zeit des Bestehens war Christa Wilks. Sie wurde im November 2003 Ortsbürgermeisterin des Ortsteils Bornsdorf.

## Belege
1. ↑  Bildung der Ämter Lieberose, Wahrenbrück, Britz-Chorin, Barnim-Nord, Falkenberg-Höhe, Wusterwitz und Heideblick. Bekanntmachung des Ministers des Innern vom 19. August 1992. Amtsblatt für Brandenburg - Gemeinsames Ministerialblatt für das Land Brandenburg, 3. Jahrgang, Nummer 69, 16. September 1992, S. 1278–80.
2. ↑  Zusammenschluss der Gemeinden Gehren, Langengrassau, Waltersdorf und Wüstermarke (Amt Heideblick) zu der neuen Gemeinde Heideblick. Bekanntmachung des Ministeriums des Innern vom 5. Dezember 1997. Amtsblatt für Brandenburg - Gemeinsames Ministerialblatt für das Land Brandenburg, 8. Jahrgang, Nummer 52, 30. Dezember 1997, S. 1012/3.
3. ↑  Neubildung der Gemeinde Berstequell aus den bisherigen Gemeinden Bornsdorf und Weißack (Amt Heideblick). Bekanntmachung des Ministers des Innern vom 30. Oktober 1997. Amtsblatt für Brandenburg Gemeinsames Ministerialblatt für das Land Brandenburg, 8. Jahrgang, Nummer 46, 19. November 1997, S. 942.
4. 1 2  Beitrag zur Statistik Landesbetrieb für Datenverarbeitung und Statistik Historisches Gemeindeverzeichnis des Landes Brandenburg 1875 bis 2005 19.3 Landkreis Dahme-Spreewald PDF
5. ↑  Bildung einer neuen Gemeinde Heideblick. Bekanntmachung des Ministeriums des Innern vom 13. Dezember 2001. Amtsblatt für Brandenburg. Gemeinsames Ministerialblatt für das Land Brandenburg, 12. Jahrgang, 2001, Nummer 52, Potsdam, 27. Dezember 2001, S. 898 PDF
6. ↑  Vier weitere Ortsbürgermeister in Heideblick gewählt. Lausitzer Rundschau vom 15. November 2003 (Seite nicht mehr abrufbar, festgestellt im Oktober 2022. Suche in Webarchiven)  Info: Der Link wurde automatisch als defekt markiert. Bitte prüfe den Link gemäß Anleitung und entferne dann diesen Hinweis.